# One Indiana Square
One Indiana Square (także: Regions Tower) – wieżowiec w Indianapolis, w stanie Indiana, w Stanach Zjednoczonych, o wysokości 154 m. Budynek został otwarty w 1970 i liczy 36 kondygnacji.